# Georg Gaugusch

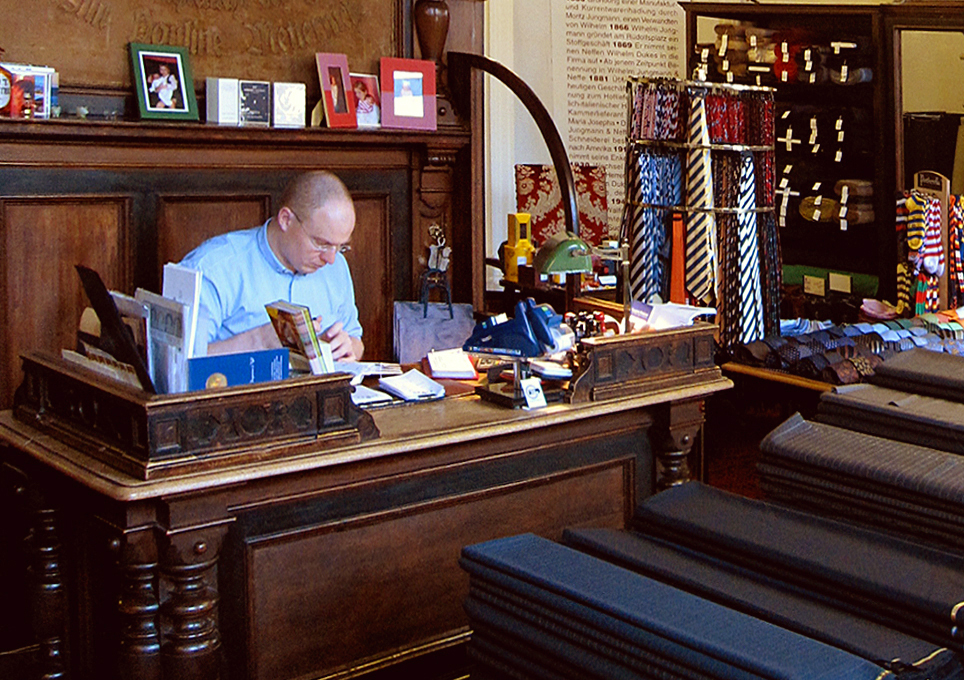
Georg Gaugusch in de winkel van "Wilhelm Jungmann & Neffe"

Georg Gaugusch (Wenen, 1974) is een Oostenrijkse chemicus, die werkzaam is als bedrijfsleider van de meer dan honderd jaar oude kledingzaak "Wilhelm Jungmann & Neffe" in Wenen, maar die vooral bekend is als historicus die gespecialiseerd is in de Joodse genealogie.

## Leven
Gaugusch stamt via de vrouwelijke lijn af van zijn overgrootvader Walter Suchy, die in 1942 de stoffenhandel "Jungmann & Neffe" overnam. Via de dochter en kleindochter van Suchy kwam de winkel in het bezit van Georg Gaugusch.
Gaugusch studeerde Technische chemie aan de Technische Universiteit Wenen en werd in 1992 lid van de heraldische en genealogische vereniging "Adler". Hij publiceerde onder meer de eerste twee delen van zijn zeer omvangrijke en gedetailleerde onderzoek naar de belangrijkste Joodse families die voor de Tweede Wereldoorlog in Wenen woonden en werkten.
Gaugusch is getrouwd met de historicus Marie-Theres Arnbom (1968).

## Publicaties (selectie)
- Wer einmal war. Das jüdische Großbürgertum Wiens 1800–1938. Band 1: A-K. Georg Gaugusch, Amalthea, Wenen 2011, ISBN 978-3-85002-750-2.
- Wer einmal war. Das jüdische Großbürgertum Wiens 1800–1938. Band 2: L-R. Georg Gaugusch, Amalthea, Wenen 2016, 1456 pagina's, ISBN 978-3-85002-773-1.
- Josef Stauffer. Notizen aus meinem Leben, erlebte Leiden und Freuden. Marie-Theres Arnbom, Johanna Ecker, Georg Gaugusch en Helmut Friedrichsmeier. Frankfurt a. M. Bern 2008, ISBN 3631565313.
- Portrait of Adele Bloch-Bauer (2007), Sophie Lillie en Georg Gaugusch, Neue Galerie New York. 96 pagina's, geïllustreerd, ISBN 1931794162